# 物理法則
物理法則（ぶつりほうそく、英語: physical law）とは、主として、物理学の中で提唱されている法則のことである。物理法則に対して「自然法則」（law of nature）というのは、（人間の知的営為とは離れて）自然の法則そのもの、という概念であって、基本的には物理法則とは別の概念を指し得る。
自然哲学（あるいは自然学 physika）から、様々な経緯を経て、現在の物理学は生み出されてきた。科学は、かつて自然法則だと見なされた原理を多く含んでいる。例えば万有引力の法則、ニュートンの運動の3法則、理想気体の法則、メンデルの法則、需要と供給の法則……等々である（つまり、時代の推移とともに、かつて自然法則と見なされていたものが、そうではないと見なされるようになってしまうことが多々ある）。物理学上の法則というものが、それが即、自然自体の法則そのものだと信じられることも多いが、物理法則は、自然法則の不正確な写しや近似に過ぎないとする考え方もある。
また、物理法則が全て“永久で普遍の原理”だなどと信じられていた時代も長かったが、これも現在では疑問視されることも多い。ビッグバン仮説が見出され、科学者らがその理論に基づいて分析した結果、この宇宙の初期の段階では物理法則自体が定まっていない時期があり、あるきっかけで物理法則自体がある方向性で決まってゆく、空間自体の性質がある方向性で決まってゆくというプロセスを経て、現在我々が知っている「物理」自体ができあがってきた、とされているのである。また、現在の物理法則が将来も有効であるという保証は無い、それはそう信じたがっているタイプの物理学者の心に存在しているだけであって宇宙自体のどこにもそのような証拠はない、と指摘されることがある。
ガリレオ・ガリレイが考えた法則とニュートンがニュートン力学で想定した運動の法則の組み合わせは、記述内容も適用範囲も異なっている。また、ニュートン力学で想定されている法則の数と、その後の古典力学に含まれている法則では後者の方が多い。
ある時点で（当然、現在も含めて）物理学の領域で記述されている法則が、果たして本当に自然に存在している法則を充分に記述しているかどうか、ということは疑問視されることがある。ニュートン力学は、20世紀初頭まで絶対的なもののように堅く信じられていた（あるいは現在でも信じられてられていることがある）。その後、ニュートン力学とは、絶対的ではないと理解されるようになってきている。湯川秀樹も「ニュートン力学はドグマである」と断言している。“物理法則だけで、世界で起きることが全て記述できている”と信じてしまうような信仰は「物理主義」と呼ばれることがあるが、この物理主義は原理主義の一種であるとも指摘されることがある。
湯川秀樹は、ニュートン力学は適用範囲が広かったことに言及しつつ、だからドグマになっても不思議ではなかったのだ、と述べている。つまり、適用範囲が広くて、かつそれ自体で閉じているような理論体系を学習・習得すると、学習者は思考がその理論体系に沿ってしか動かなくなり、世界を見ても世界自体を見ることなく、自己完結した理論体系や用語へと変換するだけなので、理論のほころびがわからなくなり、あたかも世界が理論に沿って全てが動いているようにしか感じられなくなってしまう、ということである。
本物の自然というのは、人間の知的営為のかなたにあって、はるかに複雑であったり不可思議なことが実際には起きているのだ、それなのに理論体系や人工物に囲まれるとそうした基本的なことが分からなくなる、といったことも指摘されている。